# Deep Sea Stavanger (schip, 1999)
De Deep Sea Stavanger is een halfafzinkbaar platform dat in 1997 werd gebouwd door Kvaerner Rosenberg voor Bjarne Skeie en Deep Sea ASA, onderdeel van Odfjell Drilling. De afbouw vond plaats bij Friede Goldman Offshore. Het Bingo 8000-ontwerp bestaat uit twee pontons met daarop elk drie grote kolommen met daartussen twee kleine kolommen en een rechthoekig dek.
Kvaerner Rosenberg bouwde de romp met twee pontons van Skeie die in 1986 gebouwd waren door Trosvik Mekaniske Verksted en Horten Verft voor een Bingo II 4500-platform voor Laly en Mohn Drilling. Dit was nooit was afgebouwd nadat Trosvik en Horten failliet gingen doordat Laly de financiering niet rond kreeg nadat de olieprijs ingestort was.
Na voltooiing van de romp werd Deep Sea overgenomen door Marine Drilling Companies en werd de naam Marine 700. In 2002 nam Pride het platform over als Pride North America. Nadat Pride in 2011 over was genomen door Ensco werd de naam Ensco 5006.